# Mobirise
Mobirise — безкоштовна програма для вебдизайну, яка дозволяє користувачам робити bootstrap-сайти без навичок програмування. Mobirise є по суті конструктором сайтів типу «перетягніть і опустіть», який пропонує різні теми для сайтів. Штаб-квартира розробників знаходиться в Ейндговені, Нідерладни.

## Історія
19 травня 2015 року була реалізована перша бета-версія 1.0, яка фокусувалася на розробці вебсайтів без кодування.
30 вересня 2015 року була реалізована версія 2.0, в якій було додано спадні меню, контактні форми, анімації, підтримку сторонніх тем і розширень. А з версії 3.0 було додано декілька нових тем та підтримка Bootstrap 4.
16 червня 2016 року була нарешті реалізована версія 4.0, яка презентувала нове ядро додатку, новий інтерфейс та нові базові теми.
В травні 2018 року була випущена версія 4.4 для Android додатку.
27 червня 2022 року, Mobirise розробили версію 5.6.11, яка є останньою стабільною версією.
19 лютого 2025 року вийшла версія 6.0.1. В ній представлено нову функцію  клонування блоків, виправлено помилки з дублюванням CSS та новий сучасніші інтерфейс.
4 липня 2025 року вийшла версія 6.1.0(Бета версія). Виправлено помилки у ШІ, додано вибір різних розмірів заголовків для тексту, вибір вирівнювання тексту.